# Stan et Ollie
Pour plus de détails, voir Fiche technique et Distribution.
Stan et Ollie (Stan and Ollie) est un film biographique américano-britannico-canadien réalisé par Jon S. Baird et sorti en 2018. Il s'agit d'un portrait du duo comique Laurel et Hardy.

## Synopsis
Durant leur tournée de 1953 au Royaume-Uni, Stan Laurel et Oliver Hardy se rendent compte que leur popularité a décliné. Ils peinent à remplir de petits théâtres mais avec de la publicité ils parviennent à retrouver le succès et remplissent de grandes salles. Alors que les affaires semblent reprendre, Laurel apprend de son producteur que leur film sur Robin des Bois ne se fera pas, il cache la vérité à Hardy. Peu de temps après, la santé de Hardy commence à décliner.
Le film retrace les dernières semaines du plus célèbre duo du cinéma. Leur carrière est cruellement sur le déclin, plus aucun producteur ne veut miser sur eux pour une éventuelle production cinématographique. Leur fortune s'est dilapidée aux fil des années. Aussi décident-ils de parier sur une dernière tournée des théâtres en Angleterre afin de convaincre un dernier producteur.

## Fiche technique
Sauf indication contraire, les informations mentionnées dans cette section peuvent être confirmées par la base de données cinématographiques IMDb,  présente dans la section « Liens externes ».
- Titre : Stan et Ollie
- Titre original : Stan and Ollie
- Réalisation : Jon S. Baird
- Scénario : Jeff Pope
- Direction artistique : David Hindle
- Décors : John Paul Kelly
- Costumes : Guy Speranza
- Maquillage : Mark Coulier et Jeremy Woodhead
- Photographie : Laurie Rose
- Montage : Úna Ní Dhonghaíle et Billy Sneddon
- Musique : Rolfe Kent
- Production : Faye Ward

Producteurs délégués : Kate Fasulo, Christine Langan, Xavier Marchand, Joe Oppenheimer, Eugenio Pérez et Gabrielle Tana
Coproducteur : Jim Spencer
- Sociétés de production : BBC Films, Entertainment One, Fable Pictures et Sonesta Films
- Sociétés de distribution : Entertainment One (États-Unis), Metropolitan Filmexport (France)
- Budget : n/a
- Pays d'origine :  États-Unis /  Royaume-Uni /  Canada
- Langue originale : anglais
- Format : couleur
- Genre : Biopic et comédie dramatique
- Durée : 97 minutes
- Dates de sortie[1] :
  - Royaume-Uni : 21 octobre 2018 (festival du film de Londres) ; 11 janvier 2019 (sortie nationale)
  - États-Unis : 28 décembre 2018 (sortie limitée)
  - France : 6 mars 2019

## Distribution
- Steve Coogan (VF : Bernard Alane ; VQ : François Sasseville) : Stan Laurel
- John C. Reilly (VF : Xavier Fagnon ; VQ : Yves Soutière) : Oliver Hardy
- Shirley Henderson (VF : Anne Rondeleux ; VQ : Julie Burroughs) : Lucille Hardy
- Danny Huston (VF : Hervé Furic) : Hal Roach
- Nina Arianda (VF : Macha Petina ; VQ : Marika Lhoumeau) : Ida Kitaeva Laurel
- Rufus Jones (VF : François-Eric Gendron ; VQ : Tristan Harvey) : Bernard Delfont
- Susy Kane (VF : Cassandre Vittu) : Cynthia Clark
- John Henshaw (VF : Patrice Dozier) : Nobby Cook

Galerie photographiques
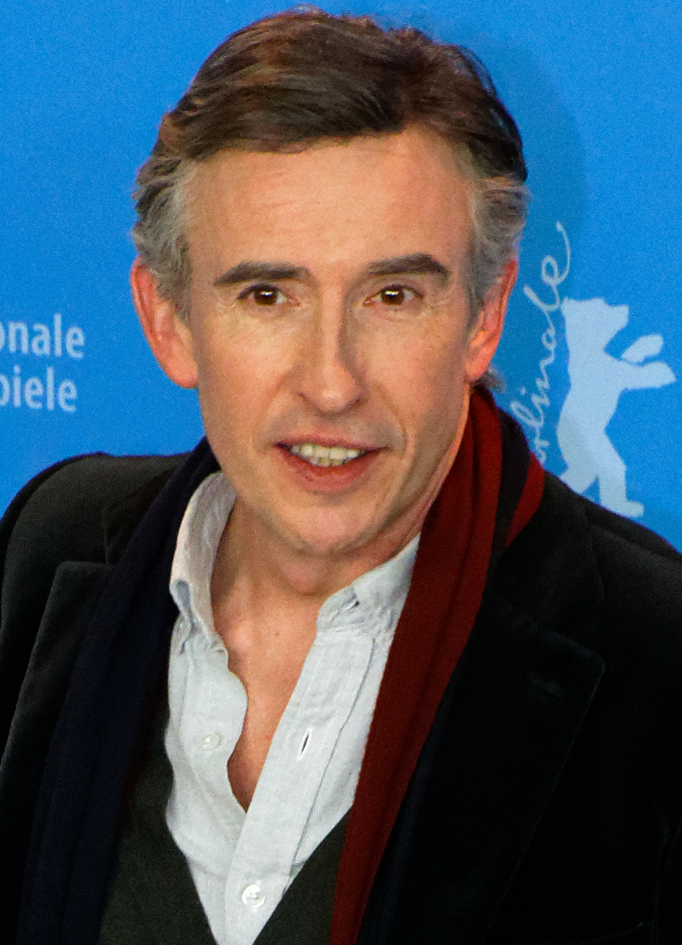
Steve Coogan interprète Stan Laurel.
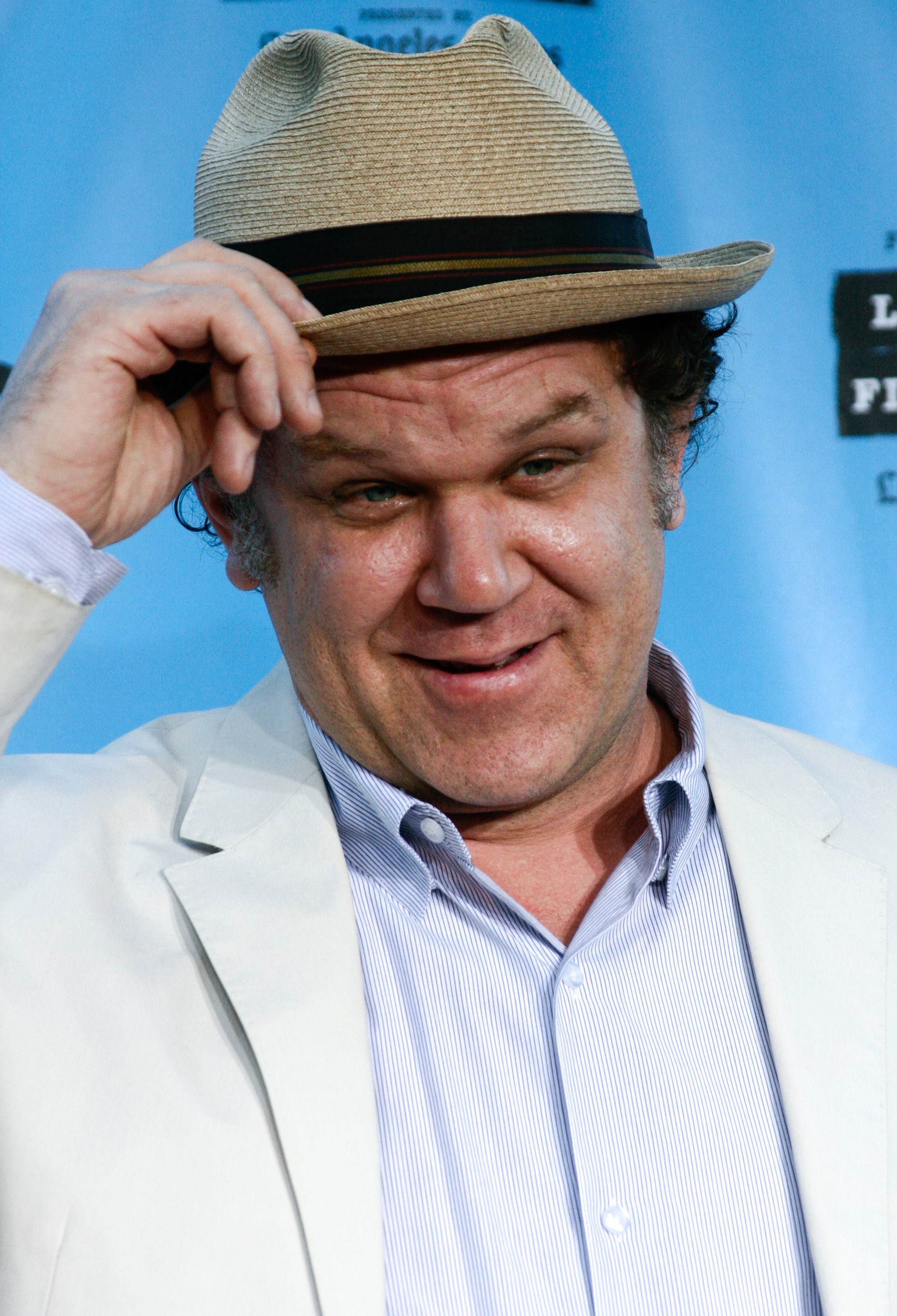
John C. Reilly interprète Oliver Hardy.
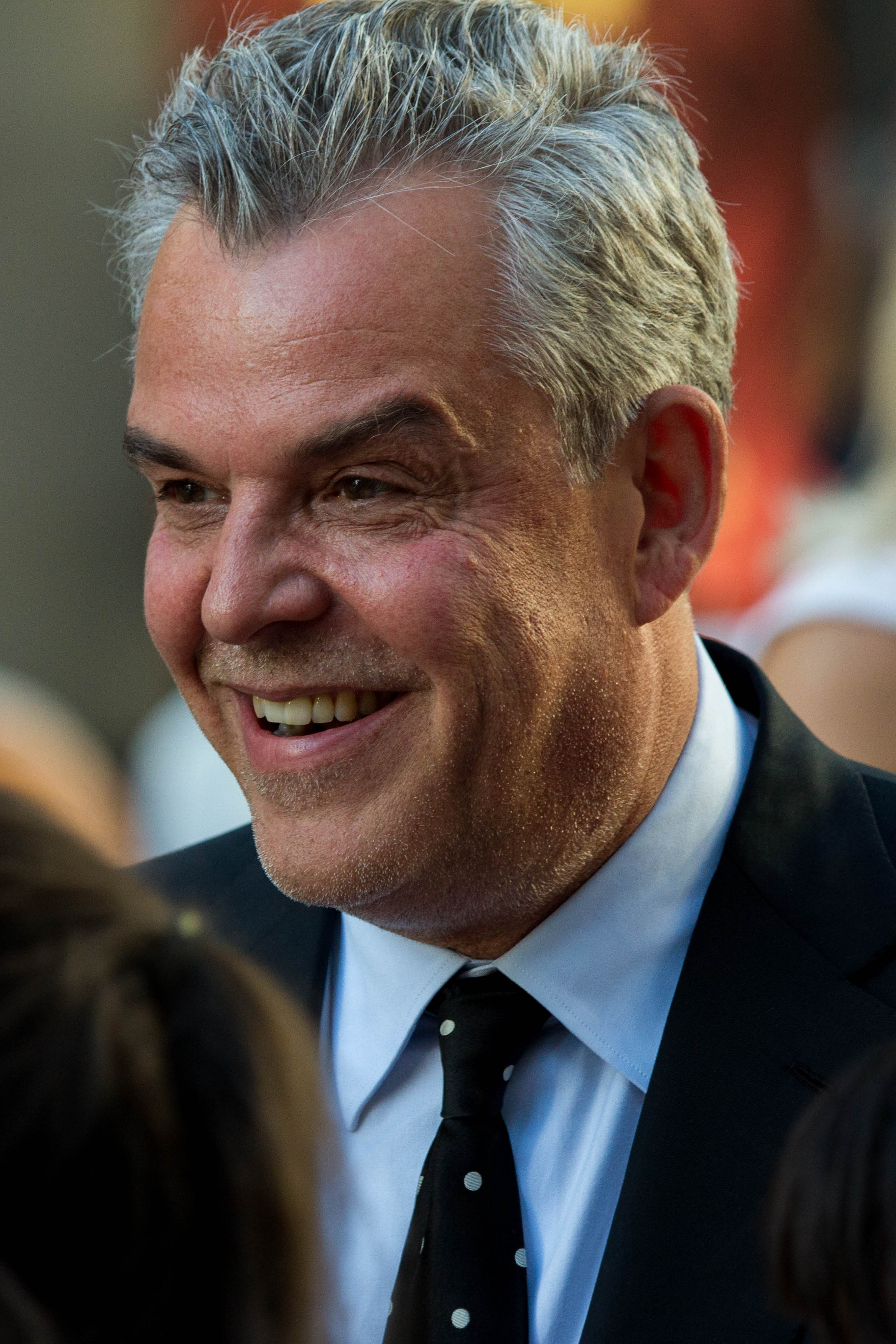
Danny Huston interprète Hal Roach.
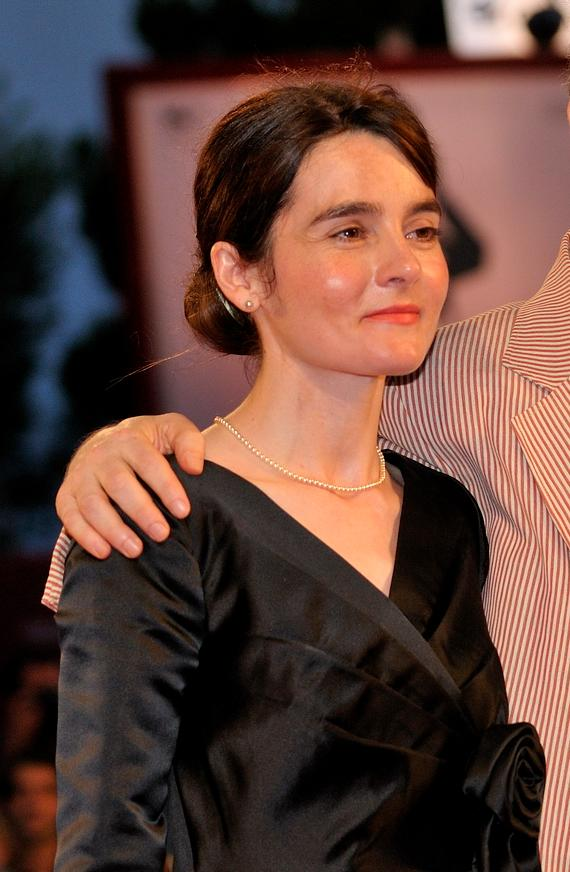
Shirley Henderson interprète Lucille Hardy.
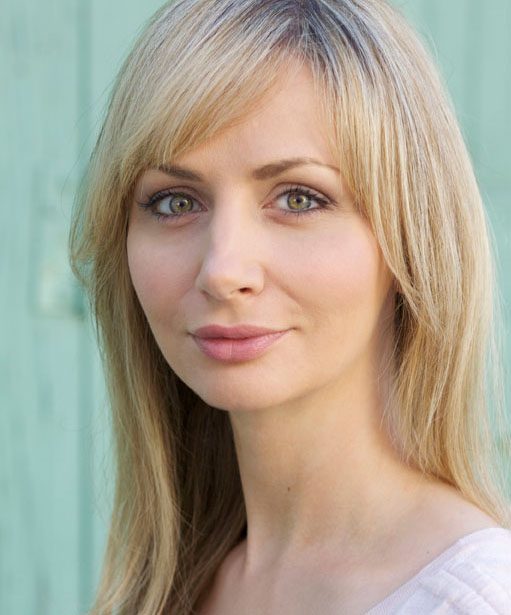
Susy Kane interprète Cynthia Clark.
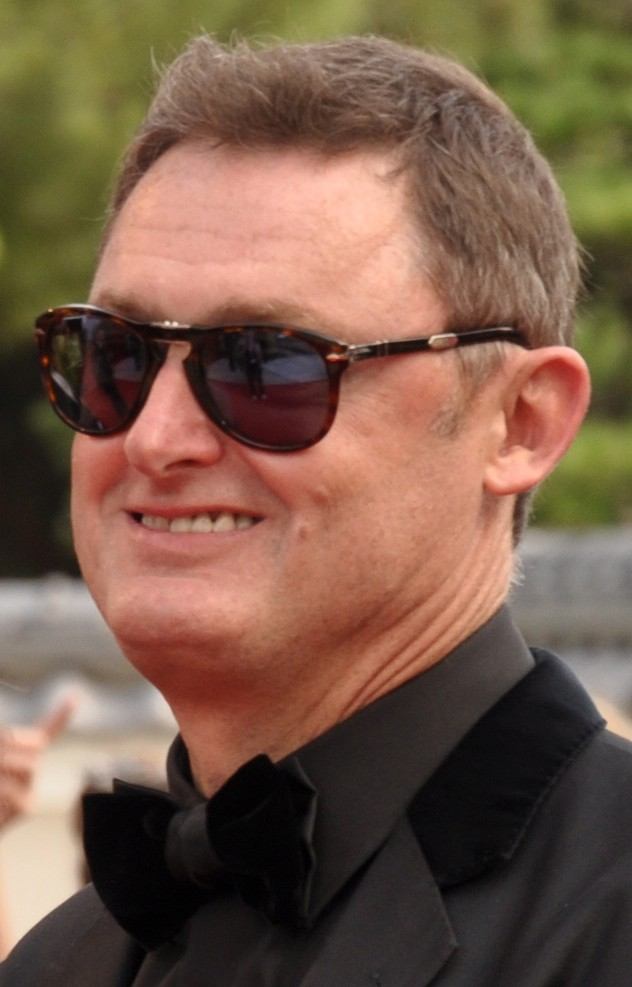
Jeff Pope, scénariste du film.

## Production

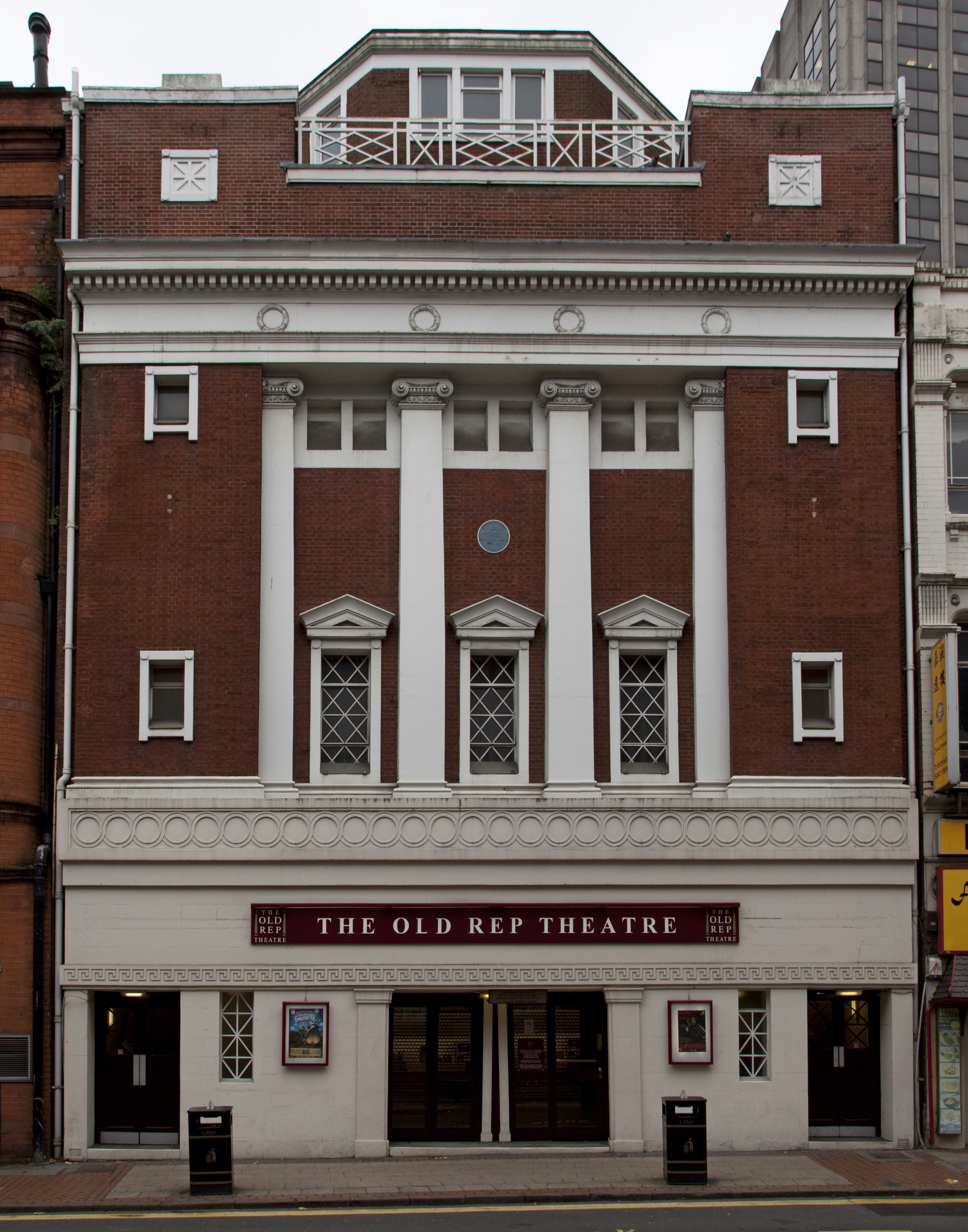
Le tournage a notamment eu lieu dans le théâtre Old Rep de Birmingham

En janvier 2016, les acteurs Steve Coogan et John C. Reilly sont annoncés dans les rôles principaux d'un film biographique sur Laurel et Hardy et dirigé par Jon S. Baird. Le scénario est signé par Jeff Pope, qui décrit Laurel et Hardy comme ses « héros ».
Le tournage débute au printemps 2017 en Angleterre, notamment dans les Midlands de l'Ouest à Dudley et dans le théâtre Old Rep (en) de Birmingham. Certaines scènes sont tournées à Bristol en Angleterre du Sud-Ouest, à Londres (West London Film Studios), dans les studios de Pinewood et à Worthing dans le Sussex de l'Ouest.

## Accueil

### Critiques
Le film reçoit une note moyenne de 3,1 sur Allociné.
Le Figaro dit « Les deux acteurs, Steve Coogan et John C. Reilly, donnent dans un mimétisme confondant, sans sombrer dans la caricature ».
La Croix écrit que « malgré une mise en scène trop académique et quelques grosses ficelles scénaristiques, le film donne furieusement envie de revoir les vieilles bobines ».

## Distinctions

### Nominations
- BAFA 2019 :
  - BAFA du meilleur film britannique
  - BAFA du meilleur acteur pour Steve Coogan
  - BAFA des meilleurs maquillages et coiffures pour  Mark Coulier et Jeremy Woodhead